# Соумс, Кристофер
Артур Кристофер Джон Соумс, барон Соумс (англ. Arthur Christopher John Soames, Baron Soames; 12 октября 1920, Пенн, Бакингемшир, Англия, Британская империя — 16 сентября 1987) — британский политический деятель, губернатор Южной Родезии (1979—1980).

## Биография
После окончания Второй мировой войны — помощник военного атташе в Париже.
В 1947 году женился на Мэри Черчилль, младшей дочери премьер-министра Великобритании Уинстона Черчилля.
В 1950—1966 годах — член Палаты общин от Консервативной партии (округ Бэдфорд).
В 1950—1957 годах — заместитель госсекретаря в Министерстве авиации.
В 1957—1958 годах — парламентский и финансовый секретарь военно-морского министерства.
В 1958—1960 годах — военный министр,
в 1960—1964 годах — министр сельского хозяйства, рыболовства и продовольствия Великобритании.
В 1965—1966 годах — теневой министр иностранных дел.
В 1968—1972 годах — посол Великобритании во Франции.
В 1973—1976 годах — вице-президент Европейской комиссии.
В 1979—1980 годах — губернатор Южной Родезии. После восстановления 12 декабря 1979 года формального колониального контроля над территорией Южной Родезии в соответствии с решениями Ланкастерхаузской конференции осуществлял прямое (без формирования правительства) управление колонией, обеспечивая проведение всеобщих выборов 1980 года, по результатам которых было сформировано коалиционное правительство и 18 апреля 1980 года была провозглашена независимость Зимбабве.
В 1978 году королевой Елизаветой II ему был пожалован титул пожизненного пэра, барона Соумса с резиденцией во Флетчинге, Восточный Сассекс.
Похоронен на кладбище церкви Святого Мартина (Блейдон) в Оксфордшире, рядом с женой и её родственниками.